# Umpeau
Umpeau est une commune française située dans le département d'Eure-et-Loir en région Centre-Val de Loire.

## Géographie

### Situation

Situation géographique
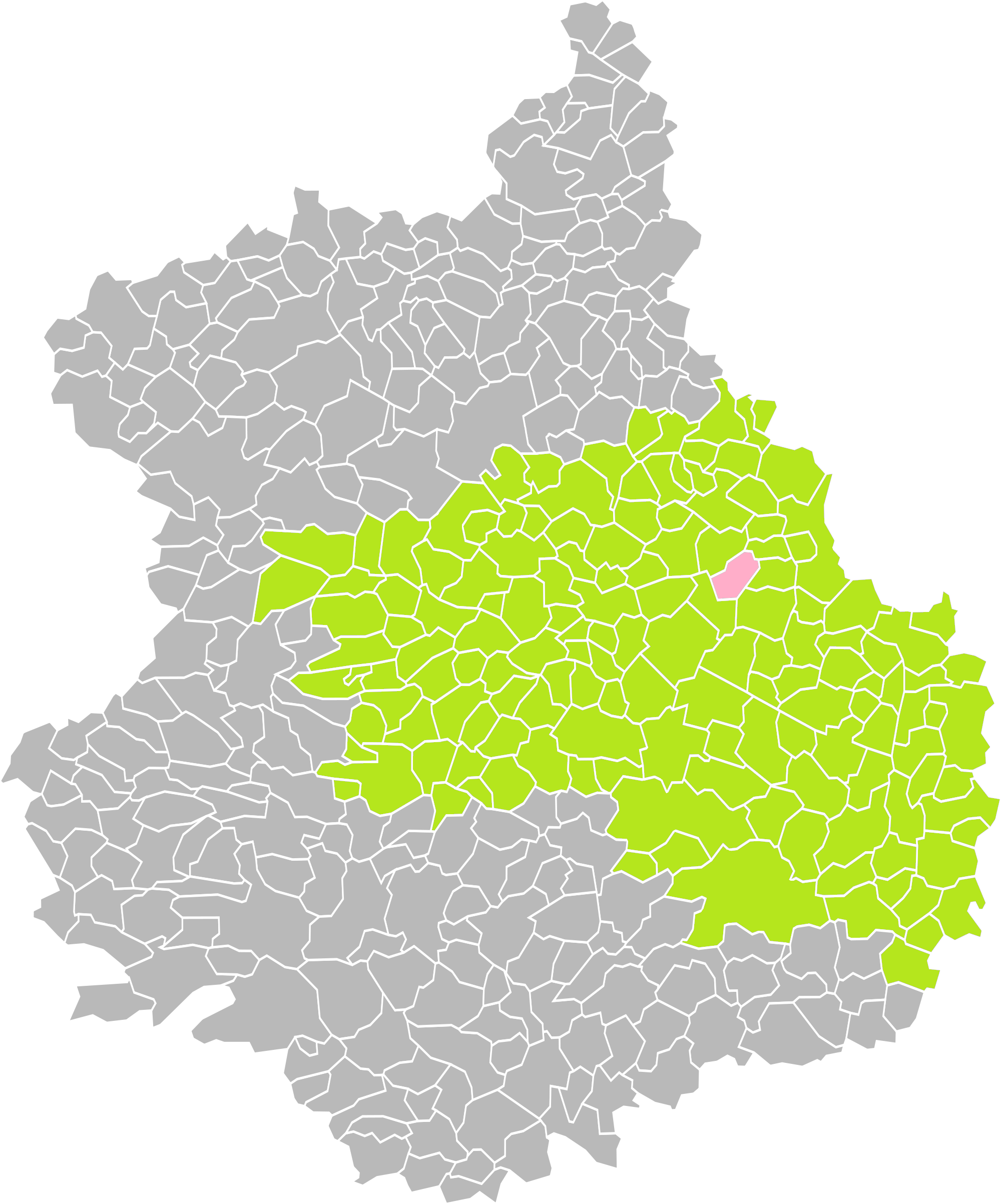
Umpeau dans son arrondissement.
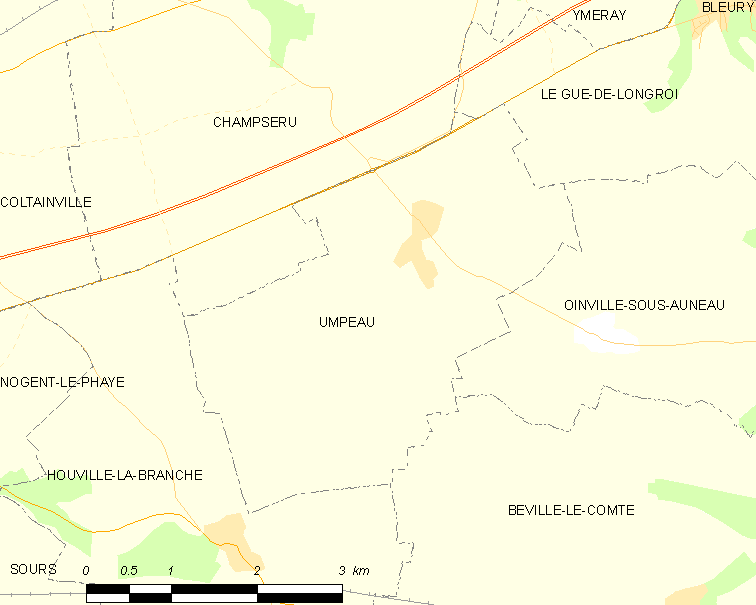
Carte du territoire de la commune d'Umpeau.

### Communes limitrophes
| Champseru           |        | Le Gué-de-Longroi    |
|                     | Umpeau | Oinville-sous-Auneau |
| Houville-la-Branche |        | Béville-le-Comte     |

### Hameaux et écarts
- Bréez

### Climat
Pour des articles plus généraux, voir Climat du Centre-Val de Loire et Climat d'Eure-et-Loir.
En 2010, le climat de la commune est de type climat océanique dégradé des plaines du Centre et du Nord, selon une étude du CNRS s'appuyant sur une série de données couvrant la période 1971-2000. En 2020, Météo-France publie une typologie des climats de la France métropolitaine dans laquelle la commune est exposée à un climat océanique altéré et est dans la région climatique  Sud-ouest du bassin Parisien, caractérisée par une faible pluviométrie, notamment au printemps (120 à 150 mm) et un hiver froid (3,5 °C). 
Pour la période 1971-2000, la température annuelle moyenne est de 10,5 °C, avec une amplitude thermique annuelle de 14,9 °C. Le cumul annuel moyen de précipitations est de 622 mm, avec 10,6 jours de précipitations en janvier et 7,7 jours en juillet. Pour la période 1991-2020, la température moyenne annuelle observée sur la station météorologique de Météo-France la plus proche, sur la commune de Sours à 9 km à vol d'oiseau, est de 11,6 °C et le cumul annuel moyen de précipitations est de 587,6 mm,. Pour l'avenir, les paramètres climatiques de la commune estimés pour 2050 selon différents scénarios d'émission de gaz à effet de serre sont consultables sur un site dédié publié par Météo-France en novembre 2022.

## Urbanisme

### Typologie
Au 1er janvier 2024, Umpeau est catégorisée commune rurale à habitat dispersé, selon la nouvelle grille communale de densité à 7 niveaux définie par l'Insee en 2022.
Elle est située hors unité urbaine. Par ailleurs la commune fait partie de l'aire d'attraction de Paris, dont elle est une commune de la couronne,. 

### Occupation des sols
L'occupation des sols de la commune, telle qu'elle ressort de la base de données européenne d’occupation biophysique des sols Corine Land Cover (CLC), est marquée par l'importance des territoires agricoles (97,6 % en 2018), une proportion identique à celle de 1990 (97,6 %). La répartition détaillée en 2018 est la suivante : 
terres arables (97,6 %), zones urbanisées (2,4 %). L'évolution de l’occupation des sols de la commune et de ses infrastructures peut être observée sur les différentes représentations cartographiques du territoire : la carte de Cassini (XVIIIe siècle), la carte d'état-major (1820-1866) et les cartes ou photos aériennes de l'IGN pour la période actuelle (1950 à aujourd'hui).

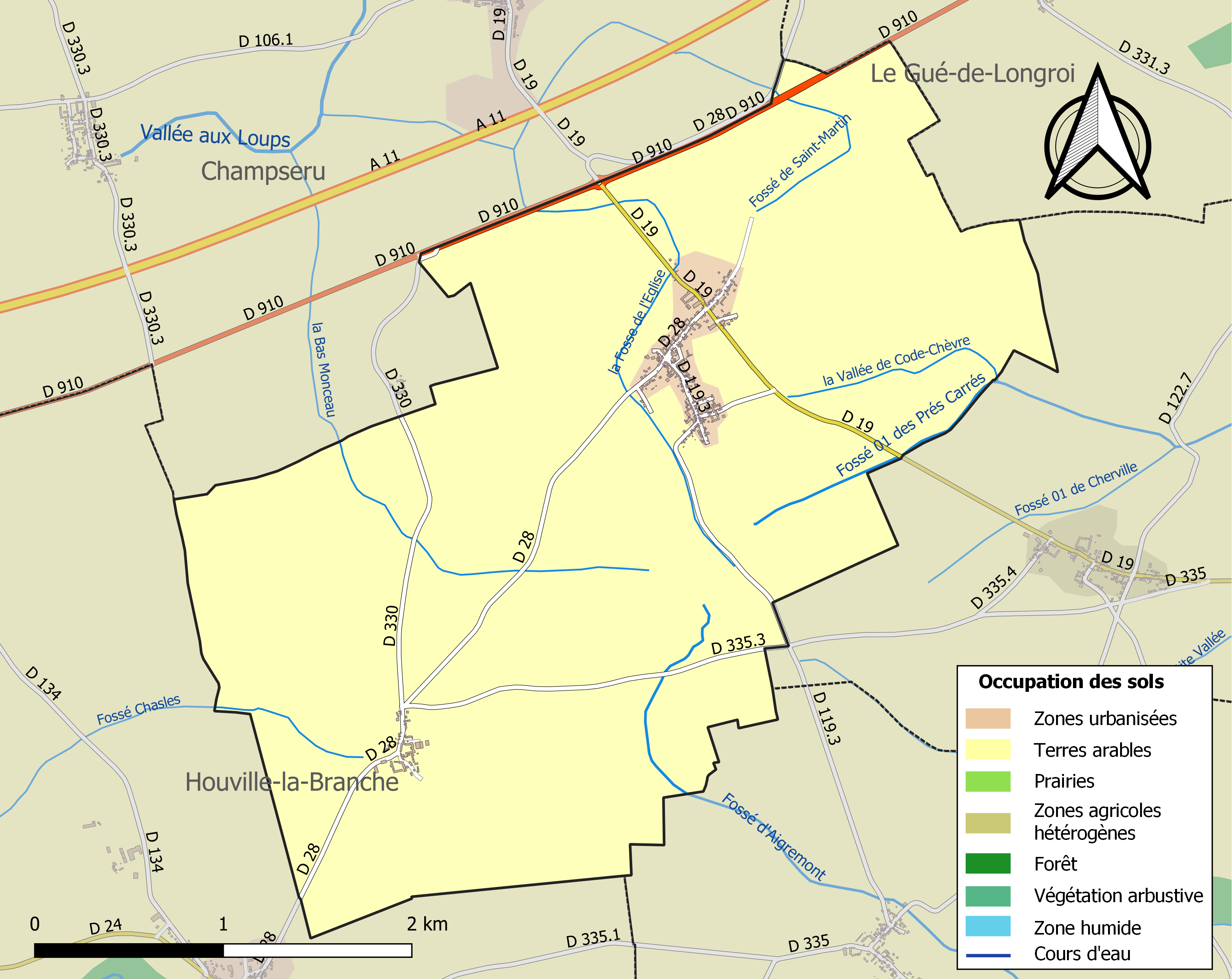
Carte des infrastructures et de l'occupation des sols de la commune en 2018 (CLC).

### Risques majeurs
Le territoire de la commune d'Umpeau est vulnérable à différents aléas naturels : météorologiques (tempête, orage, neige, grand froid, canicule ou sécheresse), inondations, mouvements de terrains et séisme (sismicité très faible). Il est également exposé à un risque technologique, le transport de matières dangereuses. Un site publié par le BRGM permet d'évaluer simplement et rapidement les risques d'un bien localisé soit par son adresse soit par le numéro de sa parcelle.

#### Risques naturels
Certaines parties du territoire communal sont susceptibles d’être affectées par le risque d’inondation par débordement de cours d'eau, notamment La commune a été reconnue en état de catastrophe naturelle au titre des dommages causés par les inondations et coulées de boue survenues en 1999,.

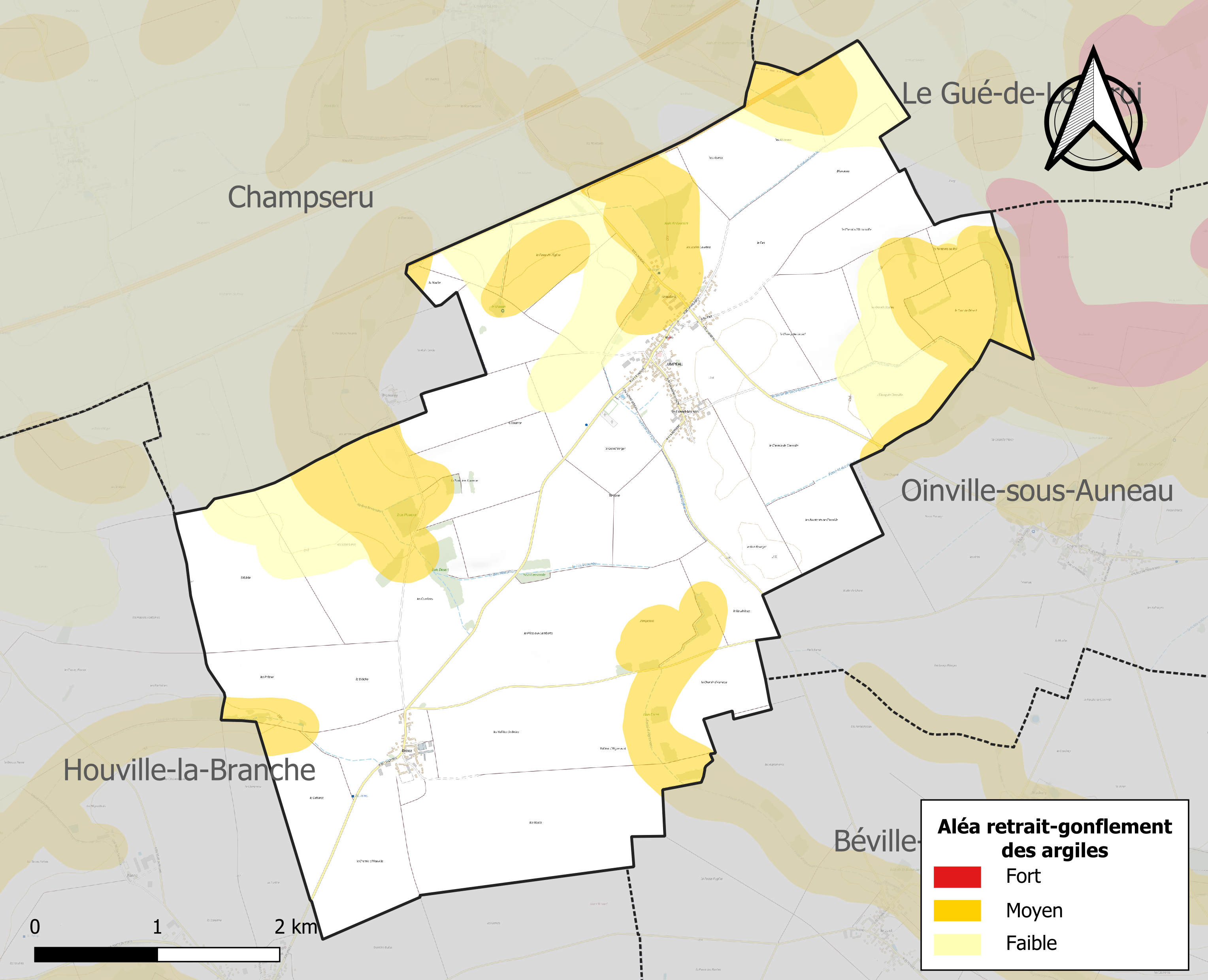
Carte des zones d'aléa retrait-gonflement des sols argileux d'Umpeau.

Les mouvements de terrains susceptibles de se produire sur la commune sont des affaissements et effondrements liés aux cavités souterraines. L'inventaire national des cavités souterraines permet de localiser celles situées sur la commune.
Le retrait-gonflement des sols argileux est susceptible d'engendrer des dommages importants aux bâtiments en cas d’alternance de périodes de sécheresse et de pluie. 19,7 % de la superficie communale est en aléa moyen ou fort (52,8 % au niveau départemental et 48,5 % au niveau national). Sur les 174 bâtiments dénombrés sur la commune en 2019, 22 sont en aléa moyen ou fort, soit 13 %, à comparer aux 70 % au niveau départemental et 54 % au niveau national. Une cartographie de l'exposition du territoire national au retrait gonflement des sols argileux est disponible sur le site du BRGM,.
Concernant les mouvements de terrains, la commune a été reconnue en état de catastrophe naturelle au titre des dommages causés par des mouvements de terrain en 1999.

#### Risques technologiques
Le risque de transport de matières dangereuses sur la commune est lié à sa traversée par des infrastructures routières ou ferroviaires importantes ou la présence d'une canalisation de transport d'hydrocarbures. Un accident se produisant sur de telles infrastructures est en effet susceptible d’avoir des effets graves au bâti ou aux personnes jusqu’à 350 m, selon la nature du matériau transporté. Des dispositions d’urbanisme peuvent être préconisées en conséquence.

## Toponymie
Le nom de la localité est attesté sous les formes Unus Pilus en 1189 (Documents historiques et statistiques sur les communes du canton d'Auneau de Édouard Lefèvre, page 36/772), Unpeil en 1225 (ch. de la lépr. du Grand-Beaulieu), Unus Pillus en 1349, de l'ancien français *An(de)-pol, « l'étang ».

## Histoire
Le nom primitif d'Umpeau venait d'une petite pièce de terres appelée "Peille". C'était l'endroit où l'on acquittait le péage sur la chaussée nommée "Pila".
L'église d'Umpeau date du XIIe siècle. Elle est dédiée à saint Lubin. Cette église était primitivement un château fort.
Le premier curé connu était Mathieu en 1315.
À l'entrée intérieure, sous les dalles couvertes d'inscriptions presque effacées, reposent sans doute les corps des seigneurs :
| Période | Nom               | Fonction                            |
| ------- | ----------------- | ----------------------------------- |
| An 1100 | Raynold de Bray   | écuyer du Roy                       |
| An 1131 | Robert d'Ugpau    | Chevalier                           |
| An 1225 | Richard d'Ugpau   | Chevalier                           |
| An 1293 | Philippe d'Ugpau  | Chevalier du Fief de la Chagrinière |
| An 1313 | Jehan de Bray     | Chevalier                           |
| An 1360 | Guillaume de Bray | Chevalier                           |

En 1669, le 27 août a eu lieu la première bénédiction de la grosse cloche de la paroisse Saint-Lubin d'Umpeau. Elle a été fondue dans la chapelle Saint-Nicolas de Chartres par Messire Pierre Jean, Officier du Chapitre de Chartres. Le parrain fut Guillaume le Beau et la marraine Marie Lemaire (femme du procureur du Roy)
En 1771, le 23 avril a eu lieu le second baptême de la cloche. Le parrain fut Michel Trubert et la marraine Marie Anne Maunoury.
En 1779, le 8 décembre, c'est la 3ème bénédiction de la cloche de l'édifice après refonte par Jean Baptiste Julliot d'Illout en Lorraine. Elle pèse 725 livres. Sa marraine : Noble Damoiselle Geneviève Louise de la Papotière
En 1791, c'est la construction d'un chapiteau devant l'église.
En 1900, le curé Huet demande au Maire l'autorisation d'arranger une chapelle sous le clocher (autorisé)
En 1902, le 1er juillet, la réfection complète de la couverture du clocher et de l'église est engagée. Il y aura un remplacement de la tuile plate par de l'ardoise et la pose d'un nouveau coq. Prix global : 4 000 Francs (Vassort d'Auneau)
En 1916, remplacement de la corde de la cloche. Coût : 5,2 kg x 4,50 francs = 23,40 F.
En 1918, le 11 novembre à 3 heures de l'après-midi, Thérèse Lorpin, femme Edelin, casse plusieurs maillets sur la cloche dans la joie de carillonner l'Armistice.
En 1931, c'est la réfection de l'enduit du pignon.
Le 15 juin 1940 à 14 heures, un bataillon des 4ème tirailleurs Tunisiens entre dans Umpeau. Les habitations sont investies pour loger les officiers ; les moutons égorgés pour nourrir les soldats.
Des avions mitraillent le village. Les habitants prennent peur et décident d'évacuer leur maison ; les voitures étant déjà chargées depuis plusieurs jours. Une femme se suicide dans la cour de la forge. Il faut l'inhumer sans cercueil, le menuisier étant déjà parti.
Certains vont jusqu'à Ozoir-le-Breuil. Cet abandon ne durera que quelques jours mais suffisamment longtemps pour que les habitations soient pillées.
Le bataillon Tunisien s'est replié dans la nuit du 15 au 16 juin 1940 sur Breez et Houville.
Vers midi, il est attaqué par une puissante armée allemande d'hommes et de matériel : le 28ème et 38ème bataillon d'infanterie.
Le combat dura jusqu'à 17 heures et fut meurtrier. on dénombra plus de 50 morts, 92 blessés et 93 disparus.
La grande aux Champarts de Breez fut transformée en hôpital de campagne durant ce combat.
Au bord de la route de Breez à Cherville, au lieu-dit "La Pièce aux Lambert" un monument a été érigé en juillet 1948 en mémoire de Jacques Scufort, Maréchal des Logis, qui fut tué par un avion, avec un camarade alors qu'ils circulaient à bord d'un side-car.
En 1953, on repose le cadre extérieur de l'horloge du clocher avec un échafaudage extérieur.
En 1963, c'est le remplacement des petits bans de l'église par Bernard Heurtault. Coût : 2,14 F. Nouvelle réfection du clocher et pose d'un nouveau coq.
En 1970, on pose une sonnerie électrique.
En 1989 aura lieu la couverture du pan Ouest de l'église puis en 2001 la réfection de la couverture du pan Sud.

### Époque contemporaine
Il est à noter que les bâtiments abritant les anciens lieux de vie de la commune restent aujourd'hui existants. Le café Saint-Éloi, son épicerie attenante et les deux écoles primaires sont aujourd’hui des habitations[à développer].

## Politique et administration

### Liste des maires
| Période                                  | Période      | Identité        | Étiquette | Qualité                         |
| ---------------------------------------- | ------------ | --------------- | --------- | ------------------------------- |
| Les données manquantes sont à compléter. |              |                 |           |                                 |
| 1995                                     | 2001         | Gérard Ollivier |           |                                 |
| mars 2001                                | mars 2014    | Gilles Moreau   |           |                                 |
| mars 2014                                | janvier 2022 | Jean Lamothe,   |           | Contremaître, agent de maîtrise |
| 26 mars 2022                             | En cours     | Eric Colas      |           |                                 |

### Tendances politiques et résultats
En 2012, la commune d'Umpeau est entrée tardivement dans la communauté de communes de la Beauce Alnéloise (Auneau) à la suite d'une obligation légale.
Au 1er janvier 2017, elle rejoint la nouvelle intercommunalité d'Epernon devenue Les Portes Euréliennes d'Ile de France.
Le 1er janvier 2018, Umpeau intègre la communauté d'agglomération Chartres Métropole.
En janvier 2022, Jean Lamothe, maire d'Umpeau, démissionne de tous ses mandats.
Des élections partielles complémentaires sont organisées en mars 2022 pour élire deux nouveaux conseillers municipaux à la suite de la démission, en octobre 2021, de Marie-Paule Legrand, conseillère municipale et du maire.
Sept candidats se présentent pour deux postes de conseillers municipaux.
Au premier tour, le dimanche 13 mars 2022, Marie-Paule Legrand arrive en tête avec 45 voix, suivie par Jérôme Peuvion avec 44 voix. 117 personnes ont voté pour un total de 316 inscrits sur les listes électorales.
Sans majorité, un second tour a lieu le dimanche 20 mars pour départager les 7 candidats. Les 2 conseillers élus sont Marie-Paule Legrand avec 48 votes et Jérôme Peuvion avec 44 votes. Il y a 139 votants.
Un conseil municipal a lieu le vendredi 25 mars afin d'élire le nouveau maire.
Marie-Paule Legrand et Éric Colas se portent candidats. Le conseil municipal vote en faveur d'Éric Colas avec 6 voix contre 5 pour Marie-Paule Legrand.
À la suite de cette élection, Éric Colas propose d'élire 2 adjoints contre 3 auparavant. Grégoire Lamplé-Opéré est élu premier adjoint et Sylvain Alamichel comme second.

### Politique environnementale
Les arbres centenaires bordant la place de l'Eglise, dans le cœur du bourg, ont été coupés au pied en février 2023. Cet abatage a donné lieu à une polémique sur le patrimoine végétal du village.

## Population et société

### Démographie
L'évolution du nombre d'habitants est connue à travers les recensements de la population effectués dans la commune depuis 1793. Pour les communes de moins de 10 000 habitants, une enquête de recensement portant sur toute la population est réalisée tous les cinq ans, les populations de référence des années intermédiaires étant quant à elles estimées par interpolation ou extrapolation. Pour la commune, le premier recensement exhaustif entrant dans le cadre du nouveau dispositif a été réalisé en 2004.

En 2022, la commune comptait 403 habitants, en évolution de +3,07 % par rapport à 2016 (Eure-et-Loir : −0,23 %, France hors Mayotte : +2,11 %).
| 1793 | 1800 | 1806 | 1821 | 1831 | 1836 | 1841 | 1846 | 1851 |
| ---- | ---- | ---- | ---- | ---- | ---- | ---- | ---- | ---- |
| 400  | 423  | 376  | 424  | 422  | 372  | 365  | 354  | 356  |

| 1856 | 1861 | 1866 | 1872 | 1876 | 1881 | 1886 | 1891 | 1896 |
| ---- | ---- | ---- | ---- | ---- | ---- | ---- | ---- | ---- |
| 369  | 367  | 394  | 395  | 398  | 385  | 401  | 402  | 401  |

| 1901 | 1906 | 1911 | 1921 | 1926 | 1931 | 1936 | 1946 | 1954 |
| ---- | ---- | ---- | ---- | ---- | ---- | ---- | ---- | ---- |
| 384  | 385  | 360  | 323  | 325  | 325  | 270  | 285  | 243  |

| 1962 | 1968 | 1975 | 1982 | 1990 | 1999 | 2004 | 2006 | 2009 |
| ---- | ---- | ---- | ---- | ---- | ---- | ---- | ---- | ---- |
| 215  | 175  | 169  | 203  | 329  | 381  | 408  | 411  | 423  |

| 2014 | 2019 | 2022 | - | - | - | - | - | - |
| ---- | ---- | ---- | - | - | - | - | - | - |
| 402  | 407  | 403  | - | - | - | - | - | - |

### Manifestations culturelles et festivités
Le 28 octobre 2022, en plus de son traditionnel « Portes à portes » pour Halloween, le comité des Fêtes a organisé un « Parcours de la Peur » de 300 mètres de long. Initialement prévu pour une longueur de 225 mètres, à l'installation le parcours a été agrandi par des zigzags sur la place de l’Église et rue du Tour de l’Église.
Ce sont 400 personnes qui ont visité cette attraction et elle a enregistré plus de 1000 passages en 4 heures. Ce sont 3 associations régionales et 13 entreprises qui ont participé à cet évènement.
La logistique a nécessité la livraison de plusieurs tonnes de matériels. Le plus grand des 3 tunnels pesait 1,3 tonne.
Le 22 mars 2023, le Comité des Fêtes lance un "Challenge Lutin" sur les réseaux sociaux afin de ravir le record du monde de la plus grande exposition de nains de jardin détenu par la ville de Brest depuis 2017. Grâce à un appel aux dons de nain, l'exposition se tiendra le 23 avril de la même année, lors de la fête du Printemps.
Le Comité des Fêtes organise les manifestations culturelles et festives suivantes :
| 2023         | 2023                                                                             | 2022                      | 2022                                                                                      |
| Date         | Évènement                                                                        | Date                      | Évènement                                                                                 |
| ------------ | -------------------------------------------------------------------------------- | ------------------------- | ----------------------------------------------------------------------------------------- |
|              |                                                                                  | 08 janvier                | Galette des Rois                                                                          |
| 23 avril     | Fête du printemps : Carnaval, défilé, char Chasse et pêche aux œufs Troc plantes | 06 mars                   | Carnaval                                                                                  |
| 23 avril     | Fête du printemps : Carnaval, défilé, char Chasse et pêche aux œufs Troc plantes | 17 avril                  | Chasse aux œufs                                                                           |
| 13 mai       | Soirée Western                                                                   | 21 mai                    | Moules frites                                                                             |
| 26 mai       | Fête des Voisins                                                                 |                           |                                                                                           |
| 25 juin      | Vide greniers                                                                    | 26 juin                   | Vide greniers                                                                             |
| 13 juillet   | Pique-nique pour la fête nationale                                               | 13 juillet                | Barbecue pour la fête nationale                                                           |
| 17 septembre | Après-midi jeux                                                                  | 18 septembre              | Après-midi jeux                                                                           |
| 28 octobre   | Halloween : 2ème édition du « Parcours de la Peur »                              | 29 octobre                | Halloween : 1ère édition du Parcours de la Peur,                                          |
| 10 décembre  | Noël : Spectacle de magie                                                        | 03 décembre               | Noël : Spectacle de magie Cérémonie d'illuminations de la place de l’Église               |
|              |                                                                                  | 19, 20, 21 et 22 décembre | Chorale de rue, chants de Noël Grand concert final sur la place du village le 22 décembre |

## Culture locale et patrimoine

### Lieux et monuments
- L'église Saint-Lubin :

Elle date du XIIème sicèle et est dédiée à saint Lubin. Elle fut primitivement un château fort.
- Sur la place de l'église, un canon de 75[36].

Après la guerre de 1914-1918, toutes les communes de France ont édifié un monument aux morts à la mémoire des soldats disparus au cours des précédents combats.
La commune d'Umpeau fait officiellement une demande au Ministère de l'Armée Française pour obtenir deux mortiers de tranchée afin de les placer de part et d'autre du monument aux morts.
En 1923, arrive en gare d'Houville la Branche, un wagon destiné à la Commune d'Umpeau. À la surprise du Maire et de son Conseil Municipal venus prendre possession de la livraison, c'est un canon de 77, appartenant à l'armée autrichienne, venant de Givet, que l'armée française offre à la commune.
| Poids          | 1,7 tonne       |
| Calibre        | 77 mm           |
| Portée         | Environ 9 km    |
| Vitesse obus   | Environ 420 m/s |
| Poids des obus | 7,2 kg          |

Placé au départ près du monument aux morts, il devient encombrant sur la place de l'église. Il fut alors placé en retrait de celui-ci.
Le temps ayant oxydé la structure et détérioré, ce canon était devenu un vestige à l'entrée de l'église.
La municipalité prend contact avec deux associations spécialisées dans la restauration mais les échanges sont restés infructueux et ce projet n'a pu aboutir.

La restauration de 2005 est alors entreprise par deux conseillers municipaux.

Lieux et monuments
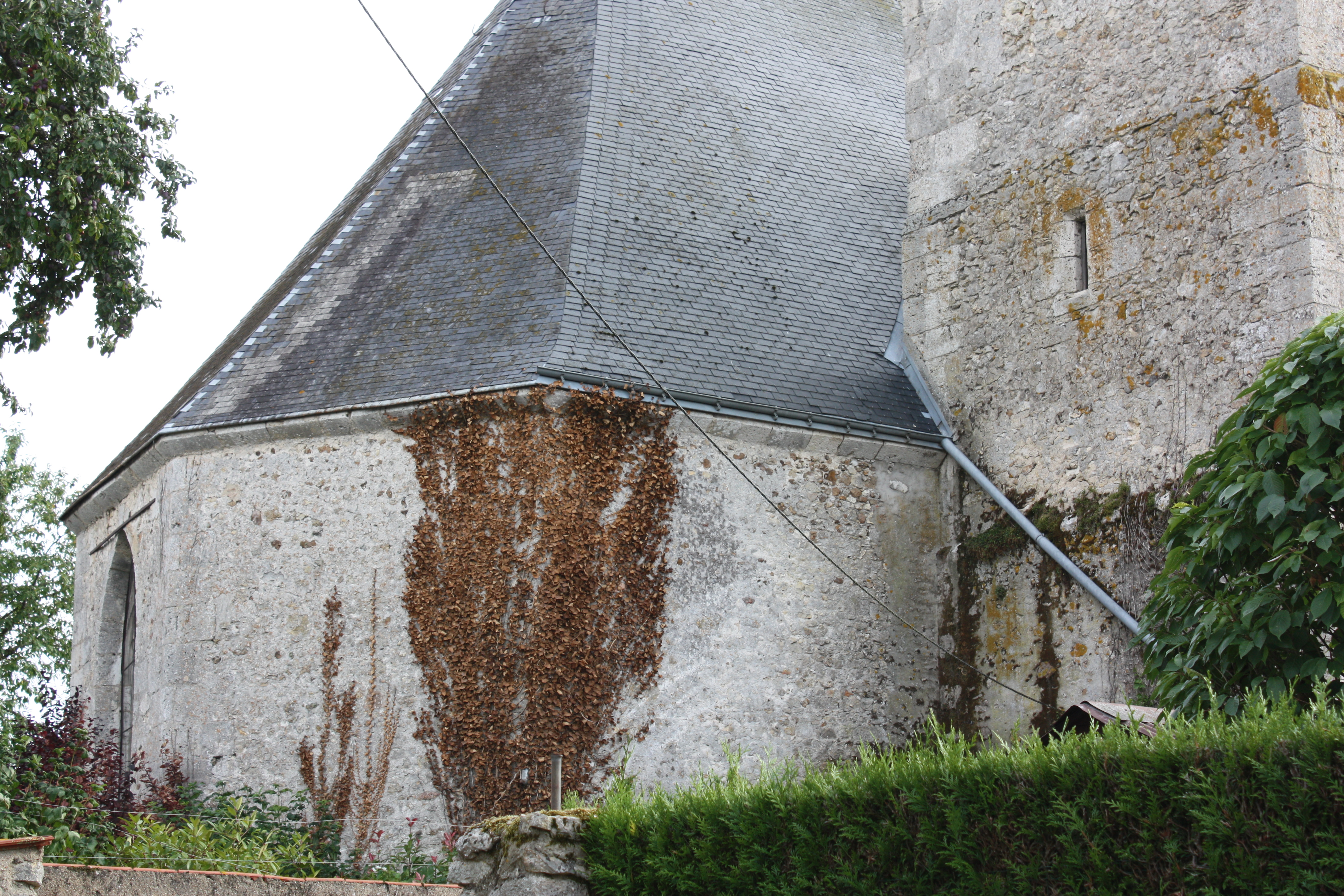
Abside de l'église.
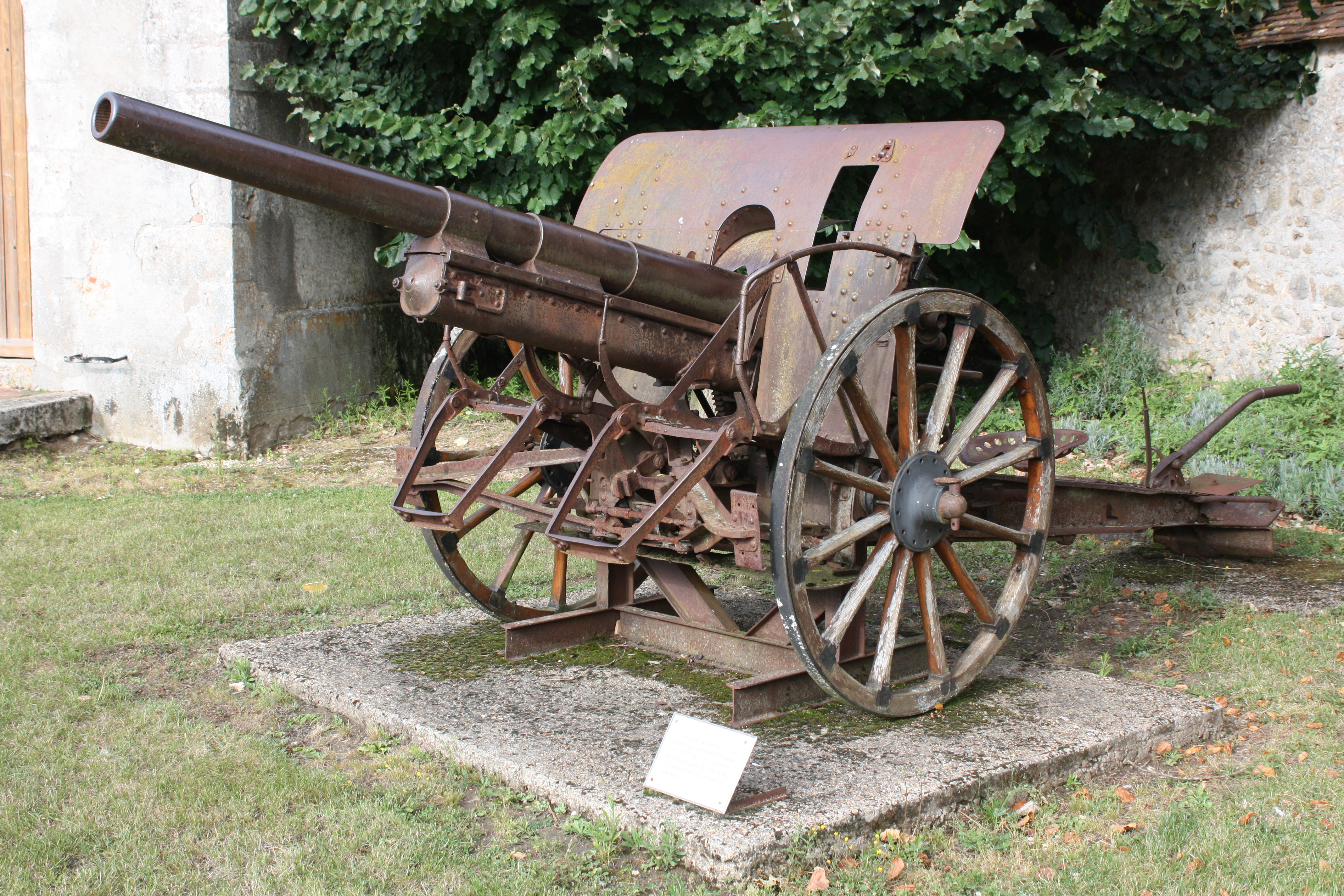
Canon de 75 modèle 1897.
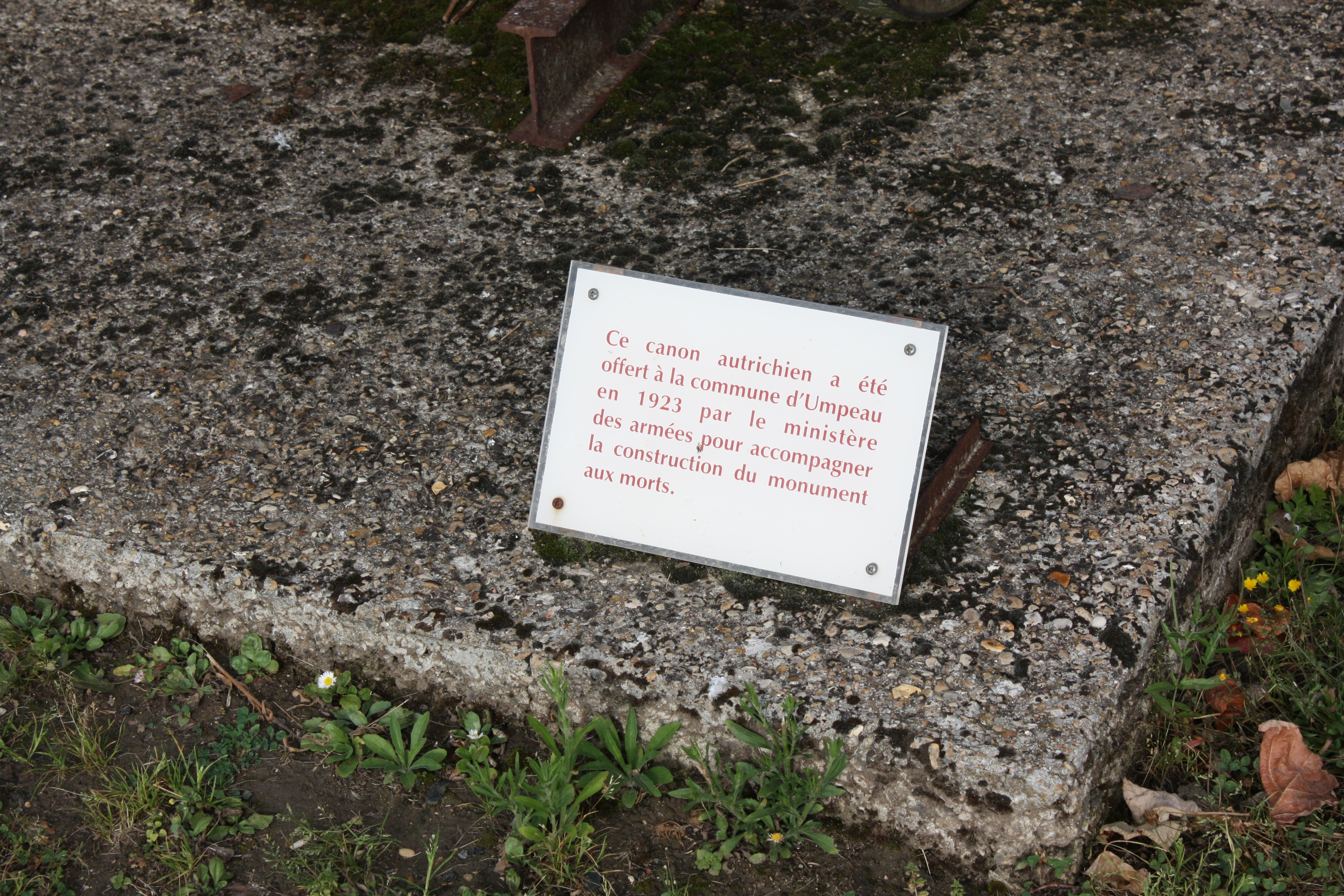
Cartel

### Citation littéraire
« Un peu plus tard, ils traversèrent des villages dont les noms chantaient comme des poèmes à Jeanne : Occonville, Umpeau, Cherville, Villiers-les-Bois, Houville-la-Branche, Nogent-le-Phaye. »

— Michèle Sarde, Histoire d'Eurydice pendant la remontée, Paris, Seuil 1991, page 69-70.